# Christian Schmidt
Hans Christian Friedrich Schmidt (n. 26 august 1957, Obernzenn, Bavaria, Germania) este un politician german membru al Uniunii Creștin-Sociale din Bavaria de centru-dreapta (CSU). El este actualul Înalt Reprezentant pentru Bosnia și Herțegovina, după ce a preluat funcția la 1 august 2021.
Schmidt a ocupat funcția de ministru al alimentației și agriculturii din Germania din 2014 până în 2018. A fost secretar de stat parlamentar în Ministerul Federal al Apărării din Germania în perioada 2005-2013 și secretar de stat în Ministerul Federal German al Cooperării și Dezvoltării Economice din decembrie 2013 până în februarie 2014.
A fost, de asemenea, deputat de Fürth.